# Armigeres annulipalpis
Armigeres annulipalpis är en tvåvingeart som först beskrevs av Theobald 1910.  Armigeres annulipalpis ingår i släktet Armigeres och familjen stickmyggor. Inga underarter finns listade i Catalogue of Life.